# The Million Dollar Hotel (colonna sonora)
The Million Dollar Hotel: Music from the Motion Picture è la colonna sonora del film di Wim Wenders The Million Dollar Hotel, uscito nel marzo del 2000. L'album è uscito in concomitanza dello stesso film. The Ground Beneath Her Feet venne scritta da Salman Rushdie e alcune parti del testo derivano dal suo onomonimo libro. Assieme a Stateless, The Ground Beneath Her Feet venne scritta per l'album degli U2 All That You Can't Leave Behind, ma poi uscì nella colonna sonora. The Ground Beneath Her Feet però compare come traccia bonus nelle versioni britannica, giapponese e australiana dell'album. Stateless invece fu inserita anche nel box The Complete U2.
The First Time compare per la prima volta nell'album degli U2 Zooropa, pubblicato nel 1993 e le due versioni, prodotte entrambe da The Edge, Flood e Brian Eno, sono identiche.
Anarchy in the USA è una cover spagnola della canzone Anarchy in the U.K. dei Sex Pistols.
Alcuni musicisti collaborarono a questo album insieme agli U2 sotto il nome di The Million Dollar Hotel Band:
- Brian Blade – batteria e percussioni
- Greg Cohen – basso
- Adam Dorn – sintetizzatori
- Brian Eno – tastiere
- Bill Frisell – chitarra
- Jon Hassell – tromba
- Daniel Lanois – chitarra, voce, pedal steel
- Gregg Arreguin
- Flood
- Peter Freeman
- Milla Jovovich – voce
- Tito Larriva – voce
- Brad Mehldau – pianoforte
- Jamie Muhoberac
- Danny Saber
- Hal Willner

## Tracce
- The Ground Beneath Her Feet
- Never Let Me Go
- Stateless
- Satellite of Love
- Falling at Your Feet
- Tom Tom's Dream
- The First Time
- Bathtub
- The First Time (Reprise)
- Tom Tom's Room
- Funny Face
- Dancin' Shoes
- Amsterdam Blue (Cortége)
- Satellite of Love (Reprise)
- Satellite of Love (Danny Saber Remix)
- Anarchy in the USA